# 泰勒維爾 (伊利諾伊州)
泰勒維爾（英語：Taylorville）是一個位於美国伊利诺伊州克里斯蒂安郡的城市。根據2010年美國人口普查，該地人口為11246人，而該地的面積約為31.67平方千米。同時該地也是克里斯蒂安郡的郡治。

## 地理
泰勒維爾的座標為39°32′56″N 89°17′40″W / 39.54889°N 89.29444°W，而該地的平均海拔高度為190米（即630英尺）。